# Bootanomyia viridiscutellum
Bootanomyia viridiscutellum är en stekelart som först beskrevs av Girault 1915.  Bootanomyia viridiscutellum ingår i släktet Bootanomyia och familjen gallglanssteklar. Inga underarter finns listade.